# مستوطنات قبيلة عتيبة
المعروف أيضا باسم هجر (هجرة للمُفرد). بسبب الأيديولوجيات الدينية التي فرضها محمد بن عبد الوهاب، إلى جانب الحركة الدينية والسياسية والعسكرية المصاحبة لها، دفع القبائل العربية النجدية في شبه الجزيرة العربية، بما في ذلك قبيلة عتيبة في عالية نجد، إلى الخروج من البادية إلى المستوطنات الحضرية (الهجر) ، لعبت هذه المستوطنات دورًا رئيسيًا في تغيير سُكانها. في أوائل القرن العشرين حتى القرن الحادي والعشرين، ما يلي هي أهم مستوطنات قبيلة عتيبة في نجد

## الصوح
تأسست بأمر من الملك عبدالعزيز عام ١٣٣٧ه‍ بقيادة الشيخ سلطان بن ملفي الغربي وشاركوا اهل الصوح في غزوات الملك عبدالعزيز توفي الشيخ سلطان بن ملفي عام  ١٣٧٣ه‍ ومن بعد الشيخ بدر بن سلطان ثم بعده الان سلطان بن بدر ولا زال 

## الغطغط

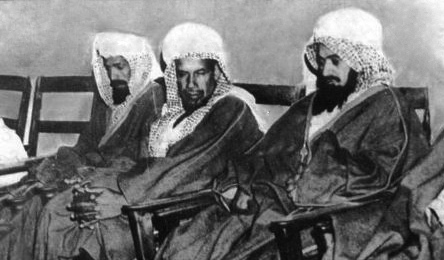
نافع بن فضلية (يسار) من قبيلة حرب، مطلق بن الجبعاء (وسط) من قبيلة مطير، وماجد بن خثيلة (يمين) من عتيبة، تقريبًا في عام 1938.

يعتبر الغطغط أقدم وأهم مستوطنة لحركة الإخوان وأهمها في إعداد الجنود، كما وصفها شقيق الملك عبد العزيز آل سعود وهو الأمير سعود بن عبد الرحمن آل سعود في كتابه «السعوديون والحل الإسلامي». تم تدميره بالكامل بعد معركة السبلة. حتى طلب ماجد بن خثيلة من الملك عبد العزيز السماح له بالعيش هناك. سمح الملك ببناء مدينة جديدة على مقربة منها. تقع الغطغط غرب محافظة المزاحمية، بالقرب من طريق الرياض / الطائف السريع.

## الحفيرة
كان موقعًا قديمًا لجلب المياه في عصر ما قبل الإسلام، وكان أول مستوطنة لقبيلة عتيبة. مؤسسها هو الأمير مناحي بن خالد بن حشر الهيضل الذي أسس المستوطنة في عام 1919. عندما تُوفي في عام 1939 تولى ابنه سجدي مسؤولية المستوطنة حتى عام 1968. ثم تبعه حفيده مناحي الذي ظل حاكماً حتى وفاته في عام 2001. وكان ضابط المُستوطنة في أوائل القرن الحادي والعشرين هو الشيخ سجدي بن مناحي بن سجدي الهيضل. وقد ذكر المستوطنون العديد من المؤرخين واعتبروها مستوطنة عتيبة منذ بدايتها. ومن بين عائلات المستوطنة وعشائرها هم الزامل والمانع والفرج والريحاني والزرقالي. تتميز هذه المستوطنة بقربها من محافظة الدوادمي وهي تبعد 48 كيلو فقط. أيضًا، فهو تقع على بعد 80 كيلو من محافظة القويعية وحوالي 200 كيلو من العاصمة الرياض

## الداهنة
تأسست هذه المستوطنة في عام 1913 حيث استقر الشيخ عبد الرحمن بن ربيعان، إلى جانب بعض أفخاذ قبيلة عتيبة في هذا الموقع. بعد ذلك تم الاستيطان على يد الشيخ عمر بن ربيعان الذي تم نفيه بأمر من الملك عبد العزيز آل سعود ولم يحتله سوى مجموعة من ذوي ثبيت من قبيلة عتيبة بعد معركة السبلة. وأهم محافظي المستوطنة هم سلطان بن محمد بن سلطان بن حليس. في أوائل القرن الحادي والعشرين، أصبح ابنه صلال بن سلطان بن حليس محافظًا للمستوطنة. بعد وفاته، خلفه الشيخ ذعار بن سلطان بن هليس، وبعده الشيخ سلطان بن ذعار بن حلس. لا تزال بعض المواقع الأثرية موجودة حول الموقع؛ مثل المسجد القديم الذي قيل أنه احتل من قبل ألفي مقاتل بقيادة الشيخ عمر بن عبد الرحمن بن ربيعان قبل المشاركة في معركة السبلة. أيضًا، عُثِر على بعض التحف القديمة في الموقع. صخرة عليها علامات ما قبل التاريخ ورسومات عليها صخرة راشد الخلاوي.

## ساجر
تقع في منطقة السر، وتقع إلى الشمال الشرقي وتبعد من محافظة الدوادمي 120 كيلو. أسسها فيحان بن ناصر بن براز بن محيا عام 1914 بأمر من الملك عبد العزيز. عندما توفي فيحان بن ناصر، خلفه عقاب بن ضيف الله بن غازي بن محيا. كانت تُعتبر أكبر مستوطنة لحركة الإخوان. بعد معركة سبيلا، عيّن الملك عبد العزيز آل سعود عيد ابن قبلان الحنتوشي محافظاً لساجر. من بعده تم تكليف ناصر بن جرمان بن براز بن محيا. ثم خلفه تركي بن سداح بن محيا الذي أصبح بعد ذلك جنرالا في الحرس الوطني السعودي. بعده كان متعب بن تركي بن محيا الذي كان يعتبر العمود الفقري لساجر خلال فترة وجوده وشهدت التسوية العديد من الإنجازات والتطورات حتى توفي في عام 1997. خلفه ابنه الشيخ نايف بن متعب بن محيا. جدير بالذكر أن أسرة ابن محيا من قبيلة عتيبة هي من أشهر امراء القبائل. خاصة وأن الكثيرين منهم شاركوا في الفتوحات والغزوات بجانب الملك عبد العزيز آل سعود. في القرن الحادي والعشرين تعتبر آل ساجر واحدة من أكبر مدن قبيلة عتيبة. من بين سكانها عائلات وعشائر: الحناتيش، الحزمان وغيرهم.

## مغيب
أسسها الشيخ خلف بن فهيد الحداري تقع بلدة مغيب في عالية نجد شمال شرق محافظة الدوادمي، ويحدها من الغرب نفود ثندوة نجد و من الشرق خف ونفود السر ، وتبعد عن الرياض 220 كم من جهة الشرق وتبعد عنها طريق الرياض - الطائف بنحو 20 كم من جهة الشمال وتقع مغيب بين مصيقره وحقيل وقد ذكرها الخلاوي في قصيدة بقوله:
لفاني مع الطرَاش علمِ راعني
وأنا بمصيقره عن يمين حقيل

## سنام
أسسها الشيخ سلطان بن مشعان أبا العلا عام 1914 بقيادة السلطان بن مشعان أبا العلا وماجد بن جزاع أبا العلا. تقع بالقرب من واديين ويُسمى الوادي الشمالي وادي الدثمة، ويسمى الوادي الجنوبي وادي العرجان. من حيث الموقع، تقع في الجانب الغربي من محافظة القويعية وتبعد 70 كيلو عن محافظة الدوادمي. من بين المناصب الرئيسية في فتوحات الملك عبد العزيز لواء سنام بقيادة سلطان بن مشعان أبا العلا. كانت سنام في قلب معركة تورابا في عام 1918. حاكمها في القرن الحادي والعشرين هو الهنيدي عمر أبا أبا العلا.

## عروى
تقع في مُحافظة الرياض بالمملكة العربية السعودية ولها مركز إداري يقع جنوبًا لمحافظة الدوادمي وتبعد 99 كيلو عنها. مساحتها 84 كيلوبما في ذلك المناطق المحيطة بها. أسسها سلطان بن محمد بن هندي بن حميد وشيخ عتيبة جهجاه بن بجاد بن حميد العتيبي في عام 1918. مشايخ المستوطنة هم حشر بن مجيد بن حميد، ونايف بن جهجاه بن حميد. استقرت عشيرة المقطة هُنا مع بعض العشائر الأخرى من عتيبة. حاكمها في القرن الحادي والعشرين هو الشيخ جهجاه بن نايف بن حميد. أروى هو مكان قديم معروف منذ الجاهلية ويطل على جبل كبير يسمى عروان.

## نفي
تقع شمال مُحافظة الدوادمي وتبعد عنها 90 كيلو، وتبعد 100 كيلو من محافظة راس. كان يسكنها عدة قبائل. ترأسها الأمير عبد الله بن سبيل بأمر من الملك عبد العزيز آل سعود. ثم قام بإستيطانها الشيخ تركي الضيط. بعد معركة سبيلا تركي الضيط. انتهى به المطاف في السجن لمشاركته في التمرد. تأسست عام 1928 وكان رئيس المنطقة الشيخ عمر بن عبد الرحمن بن تركي بن سلطان بن ربيعان. يُعتبر من أشهر شيوخ قبيلة عتيبة. شارك الشيخ عمر بن ربيعان في العديد من الغزوات والفتوحات مع الملك عبد العزيز بما في ذلك: ليث، الرقمة، معركة سبيلا، نجران، وعد، جبلة. وظل حاكماً حتى وفاته عام 1980. وكان خليفته ابنه الشيخ عبد الله بن عمر بن ربيعان الذي حكمها في القرن الحادي والعشرين.

## حلبان
حلبان هي واحدة من أقدم مُقاطعات نجد حيث عاشت العديد من القبائل العربية فيها أيام الجاهلية والإسلام. الاسم مشتق من فكرة أنه عندما يتم حلب الأغنام والإبل، تقع في الجزء الغربي من محافظة الرياض على طريق الرياض / مكة السريع، وتبعد 290 كيلو من الرياض. تدار من قبل محافظة القويعية. وحكامها هم الشيخ ماجد بن ضاوي بن فهيد، والشيخ نايف بن ضاوي بن فهيد، والشيخ جاهز بن نايف بن فهيد، والشيخ فيحان بن هلال بن فهد، والشيخ فيحان بن جهاد بن فهيد. الغالبية العظمى من سكان هذا المركز هم من عشيرة الشيابين من عتيبة وبعض القبائل والعائلات الأخرى.

## الحيد
أسسها ناصر بن جرمان بن محيا عام 1924، وفلاح بن سادة بن محيا. ثم حكمها عقاب بن محيا بعد أن تولى الحكم حتى وفاته. من بعده كان تركي بن سداح بن محيا، ثم ابنه عفاس بن عقاب بن محيا الذي كان هناك حتى تقاعده في عام 1993. سكانها هم الحنتيش، العيدان، الدلبيحة، وروق عتيبة. أميرها في القرن الحادي والعشرين هو الشيخ خالد بن عوف بن عقاب بن محيا.

## الرويضة
الأمير ماجد بن ضاوي بن فهد كان حاكمها منذ إنشائها في المنطقة القاحلة خلال عام 1918. يتألف سكانها من عشيرة شعيبان من قبيلة عتيبة، بالإضافة إلى مجموعة أخرى من القبائل والعشائر.

## عسيلة
عسيلة هي مُستوطنة تقع شمال شرق محافظة الدوادمي وتبعد عنها 95 كيلو. وتبعد عن مستوطنة ساجر 13 كيلو. تأسست عام 1916. من بين أكثر حكامها شهرةً هم: نافل بن طويق الحوفي، غازي التوم، عبد المحسن بن غازي التوم. حاكمها في القرن الحادي والعشرين هو سعود بن عبد المحسن بن غازي التوم.

## عرجاء
تقع عرجاء شمال الدوادمي وتبعد عنها 28 كيلو. أسسها عدد من قبيلة الحماميد من عتيبة، من بينهم قطيم بن سعود الحبيل، مقحم بن فايز الحبيل و جدعان بن عجب الحبيل و صمهود بن دريميح الحبيل و عواض الحمادي وآخرين من اسرة آل الحبيل وقبيلة الحماميد . تم تعيين أول حاكم لها في عام 1918، وكان قطيم الحبيل، ثم عبد الله السبيق، ثم للمرة الثانية قطيم الحبيل، ثم حنيف بن قطيم الحبيل، ثم محمد بن قطيم الحبيل، ثم منصور بن حنيف بن قطيم الحبيل. أهل عرجا أيدوا الملك عبد العزيز آل سعود.

## مصدة
تقع شمال محافظة الدوادمي وتبعد عنها 10 كيلو؛ تأسست عام 1926على يد الشيخ خالد بن جامع الذي ظل مُحافظًا للمستوطنة حتى وفاته. بعد ذلك تم تعيين سعيد الدويخ، أحد أفراد عشيرة الروسان. تم التخلي عنها لاحقًا من قِبل الشيخ عبد العزيز بن جامع، الذي انتقل إلى الفوج ليصبح حاكمًا لها في عام 1953. وكان خليفته الشيخ حجاج بن مترك بن جامع، ثم نجله مترك بن هدجان بن جامع. في وقت لاحق هو حكمها في القرن الحادي والعشرين. شارك أهل مسعدة في الحرب في اليمن عام 1933 مع الأمير عبد العزيز بن مساعد آل سعود وجميعهم من عشيرة الروسان، بمن فيهم والد متروك بن هدجان بن جامع.

## الجمانية
تقع الجمانية شرق عفيف على الطريق القديم من عفيف / الرياض تبعد 65 كيلو من محافظة عفيف. أسسها الشيخ نايف بن مارق الضيط عام 1929، والذي يعتبر من أشهر أمراء قبيلة عتيبة. شارك إلى جانب الملك عبد العزيز آل سعود في العديد من الفتوحات والمعارك. ظل حاكماً على المستوطنة حتى وفاته. ثم خلفه نجله تركي بن نايف الضيط، ثم صالح بن نايف الضيط الذي حكمها في القرن الحادي والعشرين.

## اللبيب
تم تأسيسها بأمر من الملك عبد العزيز، بقيادة الشيخ عبد المحسن الهذال. أهلها دعموا الملك بشدة في غزواته. وإمام صلاة الجمعة في اللبيب كان الإمام الشيخ عبد الله بن مهنا، والده الشيخ سليمان بن مهنا، الذي كان رئيسًا لمحاكم الرياض. انتقل الشيخ عبد المحسن الهذال لاحقًا إلى مستوطنة أخرى وأقام فيها حتى وفاته عام 1980. ثم خلفه ابنه الشيخ تركي بن عبد المحسن بن بدر الهذال حتى وفاته عام 2010. حاكمها في القرن الحادي والعشرين هو الشيخ محمد بن تركي بن عبد المحسن الهذال.

## عريفجان
تقع في تلال المحمر التي سميت سابقًا «تلال العقيق». شمال غرب مدينة نفي في وتبعد 30 كيلو عن الدوادمي. في عام 1927، حدث نزاع بين عمر بن ربيعان ومتعب الشغار الدماسي في مدينة نافع. بعد ذلك، سأل عمر الملك عبد العزيز عما إذا كان بإمكانه البقاء في نفي إلى أجل غير مسمى مما يعني أنه سيكون له السيطرة هناك ؛ وافق الملك. متعب من ناحية أخرى، طلب من الملك أن يكون له السيطرة على عريفجان. وافق الملك، وانتقل متعب من نفي إلى عريفجان وأصبح حاكمها. ناصر بن متعب الشغار الدماسي هو حاكمها في القرن الحادي والعشرين. تشمل الخدمات في المدينة الوكالات الحكومية وخدمات الرعاية الصحية الأولية والمدارس المتوسطة والثانوية للبنين والبنات وقد فُتحت محكمة ومكتب بريد وسوق شعبي يفتح أبوابه كل يوم جمعة. أيضًا، طرق حديثة، وإنارة للشوارع. معظم سكانها من الدماسين والأساعدة.

## أبو جلال
مؤسسها كان محماس بن محمد بن ناصر الشغار الدماسي عام 1925. محافظها الحالي هو بدر بن محماس بن محمد الشغار، الذي خلف شقيقه سلطان الشغار الدماسي بعد وفاته في عام 1969. ويقال إن سبب اسم هذه المستوطنة هو رجل يدعى أبو جلال الذي قتل بالقرب من إمدادات المياه في المنطقة. يقع بالقرب من جبال المخامر، والتي تقع بالقرب من جبل سواج، بين دوخان وذيريا وتبعد 150 كيلو عن مُحافظة الدوادمي، وتبعد 40 كيلو عن مدينة نفي.

## القرارة
الاسم مشتق من حقيقة أن الموقع يجمع الماء بعد المطر. تقع إلى الشمال من جبال غال وغول جنوب شرق جبال تخفة وجنوب غرب القصيم. تبعد 60 كيلو من مدينة نفي، وتبعد 120 كيلو من الرس. تأسست في عام 1928 من قبل الشيخ سلطان بن مجاهد أبو سنون. حاكمها في القرن الحادي والعشرين هو الشيخ بندر بن عليثة بن سلطان أبو سنون. سكانها هم عشائر الحبردية
```
من ذوي عطية، المزاحمة، الروقي.
```

## المردمه
تقع المردمه في منطقة الرياض في محافظة عفيف ، وسميت نسبة لـ(( جبل المردمه )) الواقع شمالاً منها. تأسست في عهد الملك عبدالعزيز على يد الشيخ وريك بن دغيم الهرس واستوطنها مع جماعته من قبيلة المراشده من عتيبه ، يتبع لها عدة هجر وتحتوي على جميع الخدمات الحكومية يسكنها ٧٠٠٠ الاف نسمه، يرأس مركزها حاليا الشيخ ناصر بن وريك الهرس.

## الروضة
وهي أول مستوطنة للدغالبة من برقا. أهلها دعموا ابن سعود. مؤسسها هو جمل بن محمد المهري، شيخ الدغالبة. في القرن الحادي والعشرين، رئيسها هو محمد بن جمل المهري، وهناك عدد من المدارس في المستوطنة، بالإضافة إلى عيادة ومركز صحي ومكتب بريد وعدد من المحلات.

## شبيرمة
تقع شبيرمة في الجمش. أسسها عدد من قبيلة الحزمان من عتيبة، من بينهم حمدان بن رازن وناصر بن رازن وآخرين. تم تعيين أول حاكم لها في عام 1917، وكان حمدان بن رازن، ثم ناصر بن رازن، ثم فيحان بن ناصر بن رازن، ثم عبد العزيز بن ناصر بن رازن، ثم نايف بن عبد العزيز بن رازن. أهل شبيرمة أيدوا الملك عبد العزيز آل سعود.